# Preußische EV 1/2
Die Preußische EV 1/2 war eine 1906 von dem Königlich Preußischen Eisenbahn-Zentralamt bestellte und 1908 gelieferte Elektrolokomotive für den Versuchsbetrieb mit elektrischer Traktion.
Sie war zunächst als WGL für „Wechselstromgüterzuglokomotive“ klassifiziert und mit 10201/10202 bezeichnet. Ab 1912 erhielt sie die neue Bezeichnung nach dem neuen preußischen Klassifikationssystem für Elektrolokomotiven EV 1/2 .

## Mechanische Konstruktion
Die  EV 1/2 Altona war als Doppellokomotive mit zwei kurzgekuppelten, zweiachsigen und weitgehend baugleichen Teilen ausgeführt. Die Lokomotive war primär für Versuchs- und Erprobungsfahrten auf einem Gleis-Rundkurs mit vergleichsweise kleinem Kurvenradius von 200 Metern vorgesehen – der Mindestradius nach Vorgabe der Eisenbahn-Bau- und Betriebsordnung liegt bei 150 Metern. Dies hat möglicherweise zu der Auslegung als gelenkige Doppellokomotive geführt.
Im Lieferzustand wurde die zusammengekoppelten Maschinen mit Antriebsmotoren am ersten, dritten und vierten Radsatz ausgeliefert, woraus sich die eigenartige Achsfolge A1+Bo ergab. Nichtsdestoweniger war an der freien zweiten Achse noch Platz für einen weiteren Motor, der zudem auch separat mitgeliefert wurde.
Auf dem Dach der Kastenaufbauten befanden sich der Hauptschalter sowie Scherenstromabnehmer. Die einzeln angetriebenen Radsätze hatten einen Tatzlagerantrieb.
Jede der beiden Fahrzeughälften hatte an der glatten Stirnseite des Kastenaufbaues einen Führerstand mit nach vorn gerichteter Zugangstür, die von einem wiederum davor liegenden Perron mit beiderseitigen Trittstufen und Schutzgeländer zugänglich war. Diese sonst nirgendwo auf Hauptbahnen zu beobachtende Zutritts-Gestaltung war vermutlich dem primär vorgesehenen, ferngesteuerten Dauerbetrieb geschuldet, da bei dieser Ausführung zumindest bei langsamer Fahrt das Besteigen oder Verlassen des Fahrzeugs möglich war, ohne dass gleichzeitig die Tür geöffnet werden musste.

## Elektrische Ausrüstung
Die ungewöhnliche Oberleitungs-Speisespannung von 6,3 kV und der Frequenz von 25 Hz wurde von dem Versuchsbetrieb von 1903 bis 1906 auf der Zweigbahn Schöneweide–Spindlersfeld übernommen.
Jeder angetriebene Radsatz wurde jeweils von einem Winter-Eichberg-Elektromotor über den Tatzlagerantrieb angetrieben. Der fremdbelüftete Trockentransformator lieferte die herabgesetzte Spannung für die Motoren.
Im Ursprungszustand hatte die WGL 10201/10202 auf dem Dach der vorderen Hälfte zwei Scherenstromabnehmer niedriger Bauart. Nach Überstellung zur Altonaer Hafenbahn erfolgte bei dem wegen der dortigen Tunnelstrecke notwendigen Umbau zunächst eine Auswechselung gegen zwei andersartige Stromabnehmer mit jeweils zwei Schleifbügeln. Da die Stromübertragung in dem feuchten Tunnel nicht zufriedenstellend war, wurde auch die hintere Fahrzeughälfte mit einem Stromabnehmerpaar ausgerüstet, also insgesamt mit vier eindrucksvollen Stromabnehmern hintereinander.
Zudem wurde im Rahmen dieses Umbaues auch der frei mitgelieferte vierte Fahrmotor an der freien zweiten Achse eingebaut und zwei neue Transformatoren für den höheren Leistungsbedarf installiert.
Die Steuerung der Motorleistung erfolgte über ein zunächst acht- später vierstufiges, elektromagnetisch betätigtes Schützenschaltwerk.

## Einsatz
Der hauptsächliche Einsatz erfolgte auf dem zusätzlich mit einer Oberleitung ausgestatteten Rundkurs der Oberbau-Versuchsstrecke bei Oranienburg. Es war dabei für Verschleißprüfungen ein ferngesteuerter Dauerbetrieb von 20 Stunden täglich vorgesehen.
Dieser Betrieb währte bis 1911, danach wurde die Lokomotive der Altonaer Hafenbahn zur weiteren Nutzung überstellt, wobei auch eine Rolle spielte, dass zu diesem Zeitpunkt auch die benachbarte Strecke der Hamburg-Altonaer Stadt- und Vorortbahn mit dem gleichen Stromsystem elektrifiziert wurde und von dort die nötige elektrische Energie bezogen werden konnte. Die WGL 10201/10202 war während des Versuchsbetriebes dem Bahnbetriebswerk Oranienburg, nach Übernahme zur Hafenbahn als EV 1/2 dem Bahnbetriebswerk Hamburg-Ohlsdorf der Vorortbahn (spätere S-Bahn Hamburg) zugeordnet.
Obwohl die EV 1/2 zu diesem Zeitpunkt als „stärkste Einphasen-Wechselstrom-Elektrolok“ der Welt gelten konnte, zeigte sich ihr Einsatz unbefriedigend, da sie in der steilen, feuchten Tunnelstrecke und obendrein ihrer eigenen schlechten Gewichtsverteilung zum Schleudern neigte, weswegen von einem Mitarbeiter noch mit einem Trichter Sand vor die Räder gestreut werden musste.
Im Rahmen der Umbezeichnung der bisherigen Länderbahnlokomotiven mit Reichsbahn-Baureihennummern wurde die Lok im August 1926 in die DR-Baureihe E 731 eingeordnet und mit der individuellen Kennzeichnung „E 73 03“ versehen. Mit dem Einsatz der speziell für die Hafenbahn gebauten EV 6 bzw. E 73 06 ab 1924 wurde die E 73 03 zunehmend nur noch als Reservelok bereitgehalten und 1932 ausgemustert. Sie kam ins Verkehrsmuseum Nürnberg und wurde dort im Krieg zerstört.